# Plotosus brevibarbus
Plotosus brevibarbus és una espècie de peix de la família dels plotòsids i de l'ordre dels siluriformes.

## Distribució geogràfica
Es troba a la Xina.